# Солза (река)
Солза (Нижняя Солза) — река в Архангельской области России, впадает в Белое море.

## География
Длина — 109 км, длина с Верхней Солзой — почти 160 км. Площадь водосборного бассейна — 1420 км².
Солза берёт своё начало в озере Солозеро, находящемся в Онежском районе, куда впадает Верхняя Солза. До впадения Казанки называется Нижняя Солза. Протекает в основном по территории Приморского района и впадает в Двинскую губу Белого моря на той части Летнего берега, которая относится к территории муниципального образования «Северодвинск».
В нижнем течении реку пересекает мост автодороги «Архангельск — Северодвинск — Кянда — Онега».
| Средний расход воды (м³/с) реки Солзы по месяцам с 1928 по 1988 гг. (замеры производились на гидрологическом посту Сухие Пороги в 39 км от устья) |

## Притоки
В Солзу впадают реки Пележма и Казанка, ручьи: Глубокий, Берёзовый и Перевесный.

## Геология
По берегам Солзы находятся отложения эдиакарского периода. В них было открыто несколько ранее неизвестных представителей эдиакарской фауны, в том числе Solza margarita, получившая имя в честь реки.

## Хозяйственное использование
На Солзе расположены водозаборные сооружения города Северодвинска, а также Солзенский производственно-экспериментальный лососёвый завод.

## Жемчужный промысел
Солза известна популяцией жемчужницы европейской (Margaritifera margaritifera). С XVIII по XX век в Солзе и её притоке Казанке вёлся промысел жемчуга. В XVII веке на Солзе были жемчужные угодья.

### Топографические карты
- Лист карты Q-37-128,129,130 Архангельск. Масштаб: 1 : 100 000. Указать дату выпуска/состояния местности.
- Лист карты Q-37-XXXIII,XXXIV Северодвинск. Масштаб: 1 : 200 000. Состояние местности на 1981 год. Издание 1989 г.